# Nilobezzia conjuncta
Nilobezzia conjuncta är en tvåvingeart som beskrevs av Jean-Jacques Kieffer 1916. Nilobezzia conjuncta ingår i släktet Nilobezzia och familjen svidknott.
Artens utbredningsområde är Taiwan. Inga underarter finns listade i Catalogue of Life.